# Danh sách tiểu hành tinh: 20301–20400
| Tên                | Tên đầu tiên | Ngày phát hiện      | Nơi phát hiện | Người phát hiện |
| ------------------ | ------------ | ------------------- | ------------- | --------------- |
| 20301 Thakur       | 1998 FY99    | 31 tháng 3 năm 1998 | Socorro       | LINEAR          |
| 20302 Kevinwang    | 1998 FW100   | 31 tháng 3 năm 1998 | Socorro       | LINEAR          |
| 20303 Lindwestrick | 1998 FU101   | 31 tháng 3 năm 1998 | Socorro       | LINEAR          |
| 20304 Wolfson      | 1998 FA102   | 31 tháng 3 năm 1998 | Socorro       | LINEAR          |
| 20305 Feliciayen   | 1998 FU102   | 31 tháng 3 năm 1998 | Socorro       | LINEAR          |
| 20306 Richarnold   | 1998 FC106   | 31 tháng 3 năm 1998 | Socorro       | LINEAR          |
| 20307 Johnbarnes   | 1998 FH106   | 31 tháng 3 năm 1998 | Socorro       | LINEAR          |
| 20308 -            | 1998 FP109   | 31 tháng 3 năm 1998 | Socorro       | LINEAR          |
| 20309 Batalden     | 1998 FD110   | 31 tháng 3 năm 1998 | Socorro       | LINEAR          |
| 20310 -            | 1998 FD117   | 31 tháng 3 năm 1998 | Socorro       | LINEAR          |
| 20311 Nancycarter  | 1998 FH117   | 31 tháng 3 năm 1998 | Socorro       | LINEAR          |
| 20312 Danahy       | 1998 FH118   | 31 tháng 3 năm 1998 | Socorro       | LINEAR          |
| 20313 Fredrikson   | 1998 FM122   | 20 tháng 3 năm 1998 | Socorro       | LINEAR          |
| 20314 Johnharrison | 1998 FN126   | 28 tháng 3 năm 1998 | Reedy Creek   | J. Broughton    |
| 20315 -            | 1998 FD130   | 22 tháng 3 năm 1998 | Socorro       | LINEAR          |
| 20316 Jerahalpern  | 1998 FU138   | 28 tháng 3 năm 1998 | Socorro       | LINEAR          |
| 20317 Hendrickson  | 1998 FD144   | 29 tháng 3 năm 1998 | Socorro       | LINEAR          |
| 20318 -            | 1998 GZ      | 3 tháng 4 năm 1998  | Oohira        | T. Urata        |
| 20319 -            | 1998 GK1     | 5 tháng 4 năm 1998  | Woomera       | F. B. Zoltowski |
| 20320 -            | 1998 GH8     | 2 tháng 4 năm 1998  | Socorro       | LINEAR          |
| 20321 Lightdonovan | 1998 HJ19    | 18 tháng 4 năm 1998 | Socorro       | LINEAR          |
| 20322 -            | 1998 HZ20    | 20 tháng 4 năm 1998 | Socorro       | LINEAR          |
| 20323 Tomlindstom  | 1998 HC21    | 20 tháng 4 năm 1998 | Socorro       | LINEAR          |
| 20324 Johnmahoney  | 1998 HF22    | 20 tháng 4 năm 1998 | Socorro       | LINEAR          |
| 20325 -            | 1998 HO27    | 21 tháng 4 năm 1998 | Kitt Peak     | Spacewatch      |
| 20326 -            | 1998 HG37    | 20 tháng 4 năm 1998 | Socorro       | LINEAR          |
| 20327 -            | 1998 HQ39    | 20 tháng 4 năm 1998 | Socorro       | LINEAR          |
| 20328 -            | 1998 HS42    | 30 tháng 4 năm 1998 | Lime Creek    | R. Linderholm   |
| 20329 Manfro       | 1998 HQ43    | 20 tháng 4 năm 1998 | Socorro       | LINEAR          |
| 20330 Manwell      | 1998 HY44    | 20 tháng 4 năm 1998 | Socorro       | LINEAR          |
| 20331 Bijemarks    | 1998 HH45    | 20 tháng 4 năm 1998 | Socorro       | LINEAR          |
| 20332 -            | 1998 HO49    | 25 tháng 4 năm 1998 | Haleakala     | NEAT            |
| 20333 Johannhuth   | 1998 HH51    | 25 tháng 4 năm 1998 | Anderson Mesa | LONEOS          |
| 20334 Glewitzky    | 1998 HL51    | 25 tháng 4 năm 1998 | Anderson Mesa | LONEOS          |
| 20335 Charmartell  | 1998 HK57    | 21 tháng 4 năm 1998 | Socorro       | LINEAR          |
| 20336 Gretamills   | 1998 HY61    | 21 tháng 4 năm 1998 | Socorro       | LINEAR          |
| 20337 Naeve        | 1998 HP83    | 21 tháng 4 năm 1998 | Socorro       | LINEAR          |
| 20338 Elainepappas | 1998 HA86    | 21 tháng 4 năm 1998 | Socorro       | LINEAR          |
| 20339 Eileenreed   | 1998 HM88    | 21 tháng 4 năm 1998 | Socorro       | LINEAR          |
| 20340 Susanruder   | 1998 HR91    | 21 tháng 4 năm 1998 | Socorro       | LINEAR          |
| 20341 Alanstack    | 1998 HX91    | 21 tháng 4 năm 1998 | Socorro       | LINEAR          |
| 20342 Trinh        | 1998 HB97    | 21 tháng 4 năm 1998 | Socorro       | LINEAR          |
| 20343 Vaccariello  | 1998 HC100   | 21 tháng 4 năm 1998 | Socorro       | LINEAR          |
| 20344 -            | 1998 HF103   | 25 tháng 4 năm 1998 | La Silla      | E. W. Elst      |
| 20345 Davidvito    | 1998 HH114   | 23 tháng 4 năm 1998 | Socorro       | LINEAR          |
| 20346 -            | 1998 HZ114   | 23 tháng 4 năm 1998 | Socorro       | LINEAR          |
| 20347 Wunderlich   | 1998 HM121   | 23 tháng 4 năm 1998 | Socorro       | LINEAR          |
| 20348 -            | 1998 HK122   | 23 tháng 4 năm 1998 | Socorro       | LINEAR          |
| 20349 -            | 1998 HU123   | 23 tháng 4 năm 1998 | Socorro       | LINEAR          |
| 20350 -            | 1998 HV125   | 23 tháng 4 năm 1998 | Socorro       | LINEAR          |
| 20351 Kaborchardt  | 1998 HN127   | 18 tháng 4 năm 1998 | Socorro       | LINEAR          |
| 20352 Pinakibose   | 1998 HC129   | 19 tháng 4 năm 1998 | Socorro       | LINEAR          |
| 20353 -            | 1998 HD129   | 19 tháng 4 năm 1998 | Socorro       | LINEAR          |
| 20354 Rebeccachan  | 1998 HA139   | 21 tháng 4 năm 1998 | Socorro       | LINEAR          |
| 20355 Saraclark    | 1998 HD146   | 21 tháng 4 năm 1998 | Socorro       | LINEAR          |
| 20356 -            | 1998 HG147   | 23 tháng 4 năm 1998 | Socorro       | LINEAR          |
| 20357 Shireendhir  | 1998 HP147   | 23 tháng 4 năm 1998 | Socorro       | LINEAR          |
| 20358 Dalem        | 1998 HD148   | 25 tháng 4 năm 1998 | La Silla      | E. W. Elst      |
| 20359 -            | 1998 JR      | 1 tháng 5 năm 1998  | Haleakala     | NEAT            |
| 20360 Holsapple    | 1998 JO2     | 1 tháng 5 năm 1998  | Anderson Mesa | LONEOS          |
| 20361 Romanishin   | 1998 JD3     | 1 tháng 5 năm 1998  | Anderson Mesa | LONEOS          |
| 20362 Trilling     | 1998 JH3     | 1 tháng 5 năm 1998  | Anderson Mesa | LONEOS          |
| 20363 Komitov      | 1998 KU1     | 18 tháng 5 năm 1998 | Anderson Mesa | LONEOS          |
| 20364 Zdeněkmiler  | 1998 KC5     | 20 tháng 5 năm 1998 | Kleť          | Kleť            |
| 20365 -            | 1998 KD5     | 24 tháng 5 năm 1998 | Woomera       | F. B. Zoltowski |
| 20366 Bonev        | 1998 KP8     | 23 tháng 5 năm 1998 | Anderson Mesa | LONEOS          |
| 20367 Erikagibb    | 1998 KT8     | 23 tháng 5 năm 1998 | Anderson Mesa | LONEOS          |
| 20368 -            | 1998 KF10    | 27 tháng 5 năm 1998 | Lake Clear    | K. A. Williams  |
| 20369 -            | 1998 KE16    | 22 tháng 5 năm 1998 | Socorro       | LINEAR          |
| 20370 -            | 1998 KR29    | 22 tháng 5 năm 1998 | Socorro       | LINEAR          |
| 20371 Ekladyous    | 1998 KE30    | 22 tháng 5 năm 1998 | Socorro       | LINEAR          |
| 20372 Juliafanning | 1998 KS35    | 22 tháng 5 năm 1998 | Socorro       | LINEAR          |
| 20373 Fullmer      | 1998 KX37    | 22 tháng 5 năm 1998 | Socorro       | LINEAR          |
| 20374 -            | 1998 KD38    | 22 tháng 5 năm 1998 | Socorro       | LINEAR          |
| 20375 Sherrigerten | 1998 KU38    | 22 tháng 5 năm 1998 | Socorro       | LINEAR          |
| 20376 Joyhines     | 1998 KB44    | 22 tháng 5 năm 1998 | Socorro       | LINEAR          |
| 20377 Jakubisin    | 1998 KX46    | 22 tháng 5 năm 1998 | Socorro       | LINEAR          |
| 20378 -            | 1998 KZ46    | 22 tháng 5 năm 1998 | Socorro       | LINEAR          |
| 20379 Christijohns | 1998 KS47    | 22 tháng 5 năm 1998 | Socorro       | LINEAR          |
| 20380 -            | 1998 KW47    | 22 tháng 5 năm 1998 | Socorro       | LINEAR          |
| 20381 -            | 1998 KX47    | 22 tháng 5 năm 1998 | Socorro       | LINEAR          |
| 20382 -            | 1998 KW49    | 23 tháng 5 năm 1998 | Socorro       | LINEAR          |
| 20383 -            | 1998 KU51    | 23 tháng 5 năm 1998 | Socorro       | LINEAR          |
| 20384 -            | 1998 KW51    | 23 tháng 5 năm 1998 | Socorro       | LINEAR          |
| 20385 -            | 1998 KS53    | 23 tháng 5 năm 1998 | Socorro       | LINEAR          |
| 20386 -            | 1998 KK54    | 23 tháng 5 năm 1998 | Socorro       | LINEAR          |
| 20387 -            | 1998 KP54    | 23 tháng 5 năm 1998 | Socorro       | LINEAR          |
| 20388 -            | 1998 KZ54    | 23 tháng 5 năm 1998 | Socorro       | LINEAR          |
| 20389 -            | 1998 KA55    | 23 tháng 5 năm 1998 | Socorro       | LINEAR          |
| 20390 -            | 1998 KK55    | 23 tháng 5 năm 1998 | Socorro       | LINEAR          |
| 20391 -            | 1998 KT55    | 23 tháng 5 năm 1998 | Socorro       | LINEAR          |
| 20392 Mikeshepard  | 1998 MA8     | 19 tháng 6 năm 1998 | Anderson Mesa | LONEOS          |
| 20393 Kevinlane    | 1998 MZ8     | 19 tháng 6 năm 1998 | Socorro       | LINEAR          |
| 20394 Fatou        | 1998 MQ17    | 28 tháng 6 năm 1998 | Prescott      | P. G. Comba     |
| 20395 -            | 1998 MY29    | 24 tháng 6 năm 1998 | Socorro       | LINEAR          |
| 20396 -            | 1998 MF32    | 24 tháng 6 năm 1998 | Socorro       | LINEAR          |
| 20397 -            | 1998 MR35    | 24 tháng 6 năm 1998 | Socorro       | LINEAR          |
| 20398 -            | 1998 NQ      | 11 tháng 7 năm 1998 | Woomera       | F. B. Zoltowski |
| 20399 Michaelesser | 1998 OO      | 20 tháng 7 năm 1998 | Caussols      | ODAS            |
| 20400 -            | 1998 OB4     | 24 tháng 7 năm 1998 | Caussols      | ODAS            |